# Sarah Méndez García
Sarah Méndez García (* 31. Juli 1976 als Sarah Becker) ist eine deutsche Synchronsprecherin und Schauspielerin bei Theater und Film.

## Leben
Sarah Becker besuchte von 1999 bis 2003 die Fritz-Kirchhoff-Schauspielschule in Berlin. Von 1998 bis 2011 spielte sie Haupt-, Neben- und Gastrollen in deutschen und internationalen Fernsehfilmen und Serien, unter anderem in Niete zieht Hauptgewinn (2007), Ein Sommer mit Paul (2009) oder Flemming (2009). 2008 übernahm sie die Rolle der Doris Mahnefeld in Klinik am Alex.
Sie spielte bis 2010 zudem Theater (u. a. Grips-Theater, Berlin, 2005–2006; Nordharzer Städtebundtheater, Halberstadt, 2003–2004). Seither ist sie vor allem als Sprecherin für Synchron, Dokumentationen, Hörbuch und Radio tätig.

## Filmografie (Auswahl)
- 1998: Latin Lover Regie: Oskar Roehler
- 2004: Un ciclone in famiglia, Regie: Carlo Vanzina
- 2005: Das Geheimnis von Svenaholm, Regie: John Delbridge
- 2005: Trips, Regie: Maximilian Moll
- 2005: Maria, Regie: Tetsuo Namiki
- 2006: Puthuni Hambagiya, Regie: R. Kuruppu
- 2007: Wunschkinder, Regie: Thomas Jacob
- 2007: Niete zieht Hauptgewinn, Regie: Helmut Metzger
- 2008: 2009 Klinik am Alex, Regie: R.S. Richter u. a.
- 2008: SOKO Wismar, Regie: Oren Schmuckler
- 2008: 112 – Sie retten Dein Leben, Regie: Franco Tozza
- 2008: Mamas Flitterwochen
- 2008: Tres son multitud, Regie: Javier Cabieses
- 2009: In aller Freundschaft, Regie: Bettina Braun
- 2009: Da kommt Kalle, Regie: Bodo Schwarz
- 2009: Sulla strada, Regie: Uli Moeller
- 2009: Flemming, Regie: Claudia Garde
- 2009: Ein Sommer mit Paul, Regie: Claudia Garde
- 2011: XY Ungelöst, Regie: Thomas Pauli
- 2011: Salto, Regie: Maximilian Moll